# خاري بايتون
خاري بايتون (بالإنجليزية: Khary Payton)‏ (و. 1972  م) هو مؤدي أصوات، وتمثيل صوتي أمريكي، ولد في أوغستا، جورجيا.

## وصلات خارجية
- خاري بايتون على موقع IMDb (الإنجليزية)
- خاري بايتون على موقع روتن توميتوز (الإنجليزية)
- خاري بايتون على موقع ألو سيني (الفرنسية)
- خاري بايتون على موقع ميوزك برينز (الإنجليزية)
- خاري بايتون على موقع أول موفي (الإنجليزية)
- خاري بايتون على موقع قاعدة بيانات الفيلم (الإنجليزية)
- خاري بايتون على موقع كينوبويسك (الروسية)